# Capula caudata
Capula caudata là một loài bọ cánh cứng trong họ Chrysomelidae. Loài này được Chen, Wang & Jiang miêu tả khoa học năm 1986.